# Bundessozialgericht

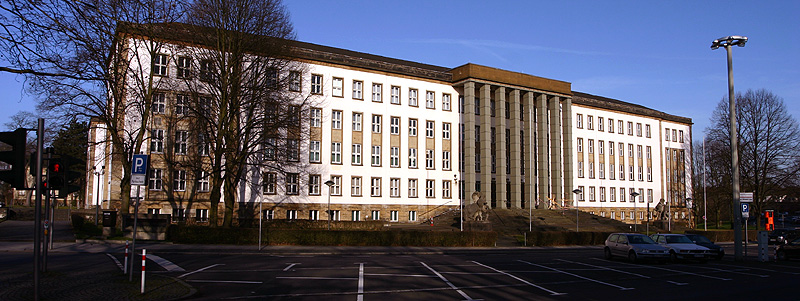
Tribunal Federal Social da Alemanha.

O Tribunal Federal Social da Alemanha (em alemão:  Bundessozialgericht) é o tribunal de apelações federal alemão para os casos de segurança social, principalmente os casos relativos a seguros de saúde públicos, seguro de assistência de longo prazo, seguro de pensão  seguro de acidente de trabalho. Varas para estes casos são os Sozialgerichte (Tribunais Sociais). Os recursos contra decisões dos tribunais são ouvidos pela Landessozialgerichte (Tribunais Sociais Superiores Estaduais), antes dos casos acabarem no Bundessozialgericht.
O Bundessozialgericht está localizado na cidade de Kassel.